# Nocarodes balachowskyi
Nocarodes balachowskyi är en insektsart som beskrevs av Marius Descamps 1967. Nocarodes balachowskyi ingår i släktet Nocarodes och familjen Pamphagidae. Inga underarter finns listade i Catalogue of Life.